# Presa Las Ánimas
La Presa Las Ánimas más formalmente llamada como la Presa Estudiante Ramiro Caballero, es una presa ubicada en el cauce del Río Guayalejo en El Mante, Tamaulipas, su construcción culminó en 1976, su embalse tiene una capacidad para albergar 571 hectómetros cúbicos de agua, el uso primordial de esta presa es para el riego agrícola.